# Trofeu Maarten Wynants
El Trofeu Maarten Wynants és una cursa ciclista femenina belga que es disputa anualment per les carreteres de Helchteren a la província de Limburg. Creada el 2014, forma part del calendari de la Unió Ciclista Internacional. La primera victòria fou per la belga Maaike Polspoel.
La cursa porta el nom del ciclista Maarten Wynants.

## Palmarès
| Any  | Vencedora         | Segona                    | Tercera                 |         |
| ---- | ----------------- | ------------------------- | ----------------------- | ------- |
| 2014 | Maaike Polspoel   | Amy Cure                  | Liesbet De Vocht        |         |
| 2015 | Natalie van Gogh  | Lotte Kopecky             | Sara Mustonen           |         |
| 2016 | Lotte Kopecky     | Lauren Kitchen            | Kelly Druyts            |         |
| 2017 | Marianne Vos      | Maria Giulia Confalonieri | Eva Buurman             |         |
| 2018 | Marta Bastianelli | Monique van de Ree        | Lorena Wiebes           |         |
| 2019 | Elisa Balsamo     | Laura Tomasi              | Marjolein van 't Geloof |         |
| 2020 | suspesa           | suspesa                   | suspesa                 | suspesa |
| 2021 | suspesa           | suspesa                   | suspesa                 | suspesa |
| 2022 | Scarlett Souren   | Jennifer van der Voort    | Rixt Hoogland           |         |
| 2023 | Chiara Consonni   | Amalie Dideriksen         | Maria Martins           |         |
| 2024 | Anniina Ahtosalo  | Scarlett Souren           | Chiara Consonni         |         |
| 2025 | Martina Fidanza   | Tereza Neumanová          | Nienke Veenhoven        |         |